# آلخاندرو مالاسپینا
آلخاندرو مالاسپینا (Alejandro Malaspina) (زادهٔ ۵ نوامبر ۱۷۵۴ – درگذشتهٔ ۹ آوریل ۱۸۱۰)، کاوشگر توسکانیایی که بیشتر عمر خود را به عنوان افسر نیروی دریایی اسپانیا گذراند. او تحت یک فرمان سلطنتی، سفر دریایی به دور دنیا را از سال ۱۷۸۶ تا ۱۷۸۸ بر عهده گرفت. سپس از سال ۱۷۸۹ تا ۱۷۹۴ با هیئت علمی اعزامی (هیئت اعزامی مالاسپینا) از طریق اقیانوس آرام به کاوش و نقشه‌برداری بیشتر بخش‌های ساحل غربی آمریکا از دماغهٔ هورن تا خلیج آلاسکا پرداخت و از گوام و فیلیپین عبور نموده و در نهایت به نیوزیلند، استرالیا و تونگا سفر کرد.
مالاسپینا، «الساندرو» نام گرفت. او نامه‌های اسپانیایی خود را با نام «الساندرو» امضا می‌کرد که به‌روز شدهٔ نام اصلی او آلخاندرو است.

## اوایل زندگی
مالاسپینا در مولاتسو، قلمروی کوچکی که توسط خانواده‌اش حکمرانی می‌شد و بخشی از دوک‌نشین بزرگ توسکانی و شاه نشین امپراتوری مقدس روم بود، چشم به جهان گشود. پدرش مارکی کارلو مورلو و مادرش کاترینا ملی لوپی دی سوریا نام-داشتند. خانوادهٔ او از سال ۱۷۶۲ تا ۱۷۶۵ به همراه عموی بزرگش جووانی فوگلیانی اسفورزا دآراگونا، نائب‌السلطنهٔ سیسیلی در پالرمو زندگی می‌کردند. او از سال ۱۷۶۵ تا ۱۷۷۳ در کالج کلمانتین در رم به تحصیل پرداخت و سپس در سال ۱۷۷۳ به شوالیه‌های مالت راه یافت و در حدود یک سال در جزیرهٔ مالت، جاییکه اصول دریانوردی را آموزش می‌دادند، زندگی کرد.

## خدمت در نیروی دریایی
مالاسپینا در سال ۱۷۷۴ وارد نیروی دریایی اسپانیا شد و درجهٔ گاردینماریا را دریافت کرد.
او از سال ۱۷۷۴ تا ۱۷۸۶ در شماری از نبردهای دریایی شرکت کرد و چندین بار ترفیع نمود. در ژانویه ۱۷۷۵ سوار بر کشتی بادبانی سانتاترزا برای آزادسازی ملیلا که تحت محاصرهٔ مراکشی‌ها بود، روانه شدند.
مالاسپینا در ژوئیه ۱۷۷۵ در محاصرهٔ الجزیره شرکت داشت و به درجهٔ ناوبان دوم کشتی بادبانی ترفیع یافت.
مالاسپینا از سال ۱۷۷۷ تا ۱۷۷۹ سوار بر کشتی بادبانی آستریا، سفر دریایی گرداگرد فیلیپین را آغاز کرد که از هر دو جهت دماغهٔ امید نیک را دور زد. او در طی همین سفر به ناوبان کشتی بادبانی ترفیع یافت. در ژانویهٔ ۱۷۸۰ او در نبرد دماغهٔ سانتاماریا شرکت کرد و مدت کوتاهی بعد از آن به سمت ناوبان کشتی ارتقا یافت. او در زمان محاصرهٔ بزرگ جبل‌الطارق در سپتامبر ۱۷۸۲ در یک توپخانهٔ شناور خدمت می‌کرد. در دسامبر همان سال مالاسپینا سوار بر سان جوستو در جنگ دماغهٔ اسپارتل شرکت نمود و به سرعت بار دیگر به درجهٔ ناخدای کشتی بادبانی ارتقا نمود.
او در سال ۱۷۸۲ مظنون به بدعت دینی بود و به تفتیش عقاید اسپانیایی معرفی شد، ولی او را بازداشت نکردند.
مالاسپینا از مارس ۱۷۸۳ تا ژوئیه ۱۷۸۴ طی سفر به فیلیپین فرماندهٔ دوم کشتی بادبانی آسونسیون بود. همانند نخستین سفرش به فیلیپین از هر دو جهت دماغهٔ امید نیک را دور زد. او در سال ۱۷۸۵ هنگامی که به اسپانیا بازگشت، سوار بر بریگانتین ویوو، در بررسی‌های هیدروگرافی و نقشه‌برداری از بخش‌هایی از سواحل اسپانیا شرکت کرد. وی در همان سال، ناوبان شرکت گواردیاماریناس کادیز نام گرفت.

## جنجال و تبعید سیاسی
مالاسپینا در دسامبر ۱۷۹۴ شاه چارلز چهارم و نخست‌وزیر مانوئل د گودوی را ملاقات کرد. در ابتدا همه چیز خوب پیش رفته و مالاسپینا در مارس ۱۷۵۹ به درجهٔ دریاسالار ترفیع یافت.
او در سپتامبر ۱۷۹۵ تلاش خود را آغار کرد تا با پیشنهادهای دولت اسپانیا را تحت تأثیر قرار دهد. متأسفانه مالاسپینا حمایتی را که پیش از سفرهای دریایی خود داشت، از دست داد و موقعیت سیاسی تا حدودی به دلیل انقلاب فرانسه به صورت ریشه‌ای تغییر کرد. ظاهراً نخست‌وزیر گودوی به او حقه زد و بخشی از یک توطئه را برای سرنگونی وی ترتیب داد. مالاسپینا در ۲۳ نوامبر به اتهام توطئه علیه دولت دستگیر شد.
به دلیل مناقشات اسپانیا با انقلاب فرانسه در بودجهٔ نیروی دریایی سرمایه‌ای برای انتشار گزارش هفت جلدی او از سفرهای سال‌های ۱۷۸۹ تا ۱۷۹۴ وجود نداشت: این گزارش تا اواخر قرن نوزدهم میلادی چاپ نشد (جدا از یک ترجمهٔ روسی توسط آدام یوهان فون کروسنسترن همزمان با نسخه‌های پی در پی مجلهٔ رسمی ادارهٔ نیروی دریایی روسیه میان سال‌های ۱۸۲۴ تا ۱۸۲۷ منتشر شد). چند ترجمهٔ معاصر دیگر نیز وجود داشتند اما دو قرن زمان برد تا گزارش‌های حجم سفر منتشر شوند. در سال ۱۸۰۹ خوزه اسپینوزا ای تلو مشاهدات زمین‌شناسی و نجومی این سفرها را در دو جلد منتشر نمود که شامل شرح مختصری از سفر نیز بود. این شرح به زبان روسی برگردانده شد و توسط آدام یوهان فون کروسنسترن در سال ۱۸۱۵ در سنت‌پترزبورگ منتشر شد. مجلهٔ سفر دریایی مالاسپینا برای نخستین بار به زبان روسی منتشر شد. انتشار آن توسط کروسنسترن همزمان با مسائل پی در پی مجلهٔ رسمی ادارهٔ نیروی دریایی روسیه میان سال‌های ۱۸۲۴ تا ۱۸۲۷ انجام گرفت. (سفارت روسیه در مادرید یک رونوشت از نسخهٔ خطی را در سال ۱۸۰۶ به دست آورده بود) مجلهٔ فرانسیسکو خاویر د ویانا، فرماندهٔ دوم کشتی آترویدا در سال ۱۸۴۹ در مونت ویدئو منتشر شد. مجلهٔ بوستامانت در سال ۱۸۶۸ در مجلهٔ رسمی ادارهٔ نقشه‌برداری از آب‌های زمینی منتشر شد. یک گزارش مختصر از سفرهای مالاسپینا شامل بخش اعظم مجلهٔ او، «دفتر خاطرات سفر» در سال ۱۸۸۵ توسط پدرو د نووو ای کلسون در مادرید انتشار یافت. همچنین در سال ۱۹۸۴ ویرایش مجدد آن در مادرید منتشر شد. سرانجام نسخهٔ نهایی سفر او توسط موزه نیروی دریایی و وزارت دفاع در سال‌های ۱۹۸۷ تا ۱۹۹۹ در اسپانیا به صورت نُه جلدی منتشر شد. جلد دوم آن در یک ترجمهٔ انگلیسی حاشیه‌نویسی شده-ی جامعهٔ هاکلوت مربوط به موزه نیروی دریایی طی سال‌های ۲۰۰۱ تا ۲۰۰۵ منتشر شد.
طرح‌ها و نقاشی‌های اعضای هیئت اعزامی آن سفر در سال ۱۹۸۲ توسط کارمن سوتو سرانو تفسیر شدند. نسخهٔ خطی چهار هزار سالهٔ مربوط به سفر نیز در سال‌های ۱۹۸۹ تا ۱۹۹۴ توسط ماریا دولورس هیگوئراس رودریگز فهرست بندی شده‌است.

## اواخر زندگی
مالاسپینا در پونترمولی که در آن زمان جزوی از پادشاهی کوتاه مدت اتروریا بود، خود را سرگرم سیاست محلی کرد. او در دسامبر ۱۸۰۳، هنگام شیوع بیماری تب زرد در لیورمو مابین جمهوری ناپلئونی ایتالیا و پادشاهی اتروریا قرنطینه برقرار کرد. وی در سال ۱۸۰۵ عنوان ممیز مشاور شورای دولتی پادشاهی ایتالیا را کسب کرد. ملکهٔ اتروریا در دسامبر ۱۸۰۶ او را در دربار پذیرفت. کمی بعد او با عنوان آدومستیکاتو به جامعهٔ کلمبان فلورانس راه یافت.
نخستین علائم بیماری لاعلاج در سال ۱۸۰۷ رخ دادند. الساندرو مالاسپینا در ۹ آوریل ۱۸۱۰ در پونترمولی در سن ۵۵ سالگی چشم از جهان فروبست. این خبر ۱۸ آوریل ۱۸۱۰ در روزنامهٔ جنوا اعلام شد:

پونترمولی ۹ آوریل ۱۸۱۰: 
ساعت ده شب امروز ناوبر سرشناس آقای الساندرو مالاسپینا از مولازو دار فانی را وداع گفت. چه فقدان عظیمی برای آنان که ارزش گزارش‌های دریایی و سفر آن ایتالیایی مستعد را می‌دانستند و با آرامش او به هنگام بداقبالی و خوش‌اقبالی آشنا بودند. این مصیبت بدون شک برای کسانی که از نزدیک شاهد پایان زندگی او بودند و آنان که بردباری او را به هنگام درد طاقت‌فرسای حاصل از بیماری طولانی‌مدت روده تحسین می‌کردند، بسیار تلخ‌تر است.

## میراث
دانشگاه-کالج مالاسپینا و دبیرستان بین‌المللی مالاسپینا در شهر کانادایی نانایمو، بریتیش کلمبیا، نام خود را به‌طور غیرمستقیم از کاوشگر گرفته‌اند (اگرچه این اسامی اخیراً به دانشگاه جزایر ونکوور و دبیرستان در دانشگاه جزایر ونکوور، تغییر یافته‌است) از راه تنگه مالاسپینا، میان جزیره تگزادا و سرزمین اصلی و شبه جزیره مالاسپینا و مجاور ورودی مالاسپینا در نزدیکی که محل پارک استانی مالاسپینا بوده و بخشی از منطقه ساحل آفتاب هستند. دانشگاه جزایر ونکوور خانهٔ مرکز تحقیقات الکساندرو مالاسپینا است.
همچنین یک قلهٔ مالاسپینا و دریاچهٔ مالاسپینا در نزدیکی نوتکا ساند در جزیرهٔ ونکوور، درست در جنوبی‌ترین بخش شهر گولد ریور و یخچال شناخته شدهٔ مالاسپینا در جنوب آلاسکا، وجود دارند.
مالاسپینا ریچ داتفول ساند در فیوردلند واقع در نیوزیلند در سال ۱۷۹۳ توسط مالاسپینا کشف شد و نام او را دارد.

### کتابشناسی
انگلیسی
- Iris H.W. Engstrand, Spanish Scientists in the New World: the Eighteenth Century Expeditions, Seattle, Univ. Washington Press, 1981.
- Edith C. Galbraith, "Malaspina's Voyage around the World", California Historical Society Quarterly, vol.3, no.3, October 1924, pp. 215 37.
- Robin Inglis (ed.), Spain and the North Pacific Coast, Vancouver Maritime Museum Society, 1992.
- Robin Inglis, "Successors and rivals to Cook: the French and the Spaniards", in Glyndwr Williams (ed.), Captain Cook: Explorations and Assessments, Woodbridge, The Boydell Press, 2004, pp. 161–178.

غیرانگلیسی
- Mariana Cuesta Domingo, "Espinosa y Tello y su viaje complementario al de Malaspina," in Paz Martin Ferrero (ed.), Actas del simposium CCL aniversario nacimiento de Joseph Celestino Mutis, Cádiz, Diputación Provincial de Cádiz, 1986, pp. 197–204.
- Mª Dolores Higueras Rodriguez, Diario General del Viaje Corbeta Atrevida por José Bustamante y Guerra, Museo Naval Ministerio de Defensa La Expedición Malaspina, 1789–1794, Tomo IX, Madrid y Barcelona, Lunwerg Editores, 1999.
- Victoria Ibáñez, Trabajos Cientificos y Correspondencia de Tadeo Haenke, Museo Naval y Ministerio de Defensa, La Expedición Malaspina, 1789–1794, Tomo IV, Madrid y Barcelona, Lunwerg Editores, 1992.
- Dario Manfredi, "Adam J. Krusenstern y la primera edición del viaje de Malaspina. San Petersburgo (1824–1827)", Derroteros de la Mar del Sur, (Lima), Año 8, núm.8, 2000, pp. 65–82.
- Dario Manfredi, Italiano in Spagna, Spagnolo in Italia: Alessandro Malaspina (1754–1810) e la più importante spedizione scientifica marittima del Secolo dei Luni, Torino, Nuova Eri Edizioni Rai, 1992.
- Dario Manfredi, "Sulla Prima Edizione del Viaggio di Malaspina S. Pietroburgo, 1824–1827", Giovanni Caboto e le Vie dell’Atlantico settentrionale, Atti del Convegno Internazionale de Studi, Roma, 29 settembre-1 ottobre 1997, Genova-Brigati, Centro italiano per gli Studi storico-geografici, 1999, pp. 485–159.
- Dario Manfredi, Alessandro Malaspina e Fabio Ala Ponzone: Lettere dal Vecchio e Nuovo Mondo (1788–1803), Bologna, il Mulino, 1999.
- Dario Manfredi, "Sugli Studi e sulle Navigazioni ‘minori’di Alessandro Malaspina", Cronaca e Storia di Val di Magra, XVI-XVII, 1987–1988, p. 159.
- Dario Manfredi, Il Viaggio Attorno al Mondo di Malaspina con la Fregata di S.M.C. «Astrea» , 1786–1788, La Spezia, Memorie della Accademia Lunigianese di Scienze, 1988.
- Luis Rafael Martínez-Cañavate, Trabajos Astronomicos, Geodesicos e Hidrograficos,Museo Naval y Ministerio de Defensa, La Expedición Malaspina, 1789–1794, Tomo VI, Madrid y Barcelona, Lunwerg Editores, 1994.
- Felix Muñoz Garmendia, Diario y Trabajos Botánicos de Luis Née, Museo Naval y Ministerio de Defensa, La Expedición Malaspina, 1789–1794, Tomo III, Madrid y Barcelona, Lunwerg Editores, 1992.
- Antonio Orozco Acuaviva (ed.), La Expedición Malaspina (1789–1794), Bicentenario de la Salida de Cádiz, Cádiz, Real Academia Hispano-Americana, 1989. In the contribution to this work by Pablo Anton Sole, "Los Padrones de Cumplimiento Pascual de la Expedición Malaspina: 1790–1794", pp. 173–238, the names of all of the 450 personnel who took part in the several stages of the expedition are listed.
- Antonio Orozco Acuaviva et al. (eds.), Malaspina y Bustamante '94: II Jornadas Internacionales Conmemorativas del regreso de la Expedición a Cádiz, 1794–1994, Madrid, Rustica, 1996.
- Mercedes Palau Baquero & Antonio Orozco Acuaviva (eds.), Malaspina '92: I Jornadas Internacionales – Madrid, Cádiz, La Coruña. 17–25 de Septiembre de 1992, Cádiz, Real Academia Hispano-Americana, 1994.
- Juan Pimentel Igea, Examines Politicos, Museo Naval y Ministerio de Defensa, La Expedición Malaspina, 1789–1794, Tomo VII, Barcelona, Lunwerg Editores, 1996.
- Blanca Saiz, Bibliografia sobre Alejandro Malaspina y acerca de la expedicion Malaspina y de los marinos y cientificos que en ella participaron, Ediciones El Museo Universal, Madrid, 1992.
- Blanca Sáiz (ed.), Malaspina '93: Alessandro Malaspina e la sua spedizione scientifica (1789–1794). Atti del Congresso Internazionale, nel bicentenario della massima impresa di Alessandro Malaspina, tenutosi a Mulazzo, Castiglione del Terziere e Lerici dal 24 al 26 settembre 1993, Mulazzo, Centro di Studi Malaspiniani, 1995.
- Emilio Soler Pascual, La Conspiración Malaspina, 1795–1796, Alicante, Instituto de Cultural"Juan Gil Albert", 1965 (Diputación Provincial, Col. Ensayo y Investigación: 32).
- Emilio Soler Pascual y Asociación Cultural Dionisio Alcalá-Galiano, Trafalgar y Alcalá Galiano: jornadas internacionales, Cabra, 17 al 23 de octubre de 2005, Madrid, Agencia Española de Cooperación Internacional, 2006, Series: Ciencias y humanismo.
- Carlo Ferrari / Dario Manfredi, Dallo "Zibaldone Ferrari" nuovi elementi sulle letture di Alessandro Malaspina (1796-1810) Estratto dall'"Archivio Storico per le Province Parmensi". Quarta serie, vol. XL - Anno 1988.